# Hugues Loubenx de Verdalle
Hugues de Loubenx de Verdalle (ur. 1531, zm. 1595) – kardynał Kościoła katolickiego, Wielki Mistrz Zakonu św. Jana Jerozolimskiego w latach 1582–1595.

## Wczesne lata
De Verdalle urodził się 13 kwietnia 1531 roku w zamku Loubenx (dziś: Loubens-Lauragais), departament Haute-Garonne we Francji. Jego rodzina pochodziła z Carcassonne. Jego pierwsze imię pisane jest czasem Hughues, Hughes lub Hugh; nazwisko zaś jako Lubens.

Studiował literaturę, retorykę oraz militaris virtutis.

## Rycerz Zakonu św. Jana
Do Zakonu Joannitów wstąpił w roku 1547. W roku 1552 wyróżnił się podczas oblężenia Zary. Szybko zaczął piąć się po stopniach kariery w Zakonie: komendant Granaro (1554-1557); dowódca artylerii podczas Wielkiego Oblężenia Malty (od maja do września 1565), Grand prior Zakonu w Tuluzie, komendant Pézenas. W roku 1579 mianowany zostaje ambasadorem Zakonu przy Stolicy Apostolskiej; w tym samym roku obejmuje stanowisko bailiffa Języka Prowansji; to ostatnie niosło ze sobą tytuł Grand Commander, wraz z prawem kontroli kont i Skarbu Zakonu, oraz zarządzania arsenałem.

## Wielki Mistrz
12 stycznia 1582 roku, po śmierci Jeana de la Cassiere, wybrany zostaje 52. Wielkim Mistrzem Rycerskiego Zakonu św. Jana z Jerozolimy, z Rodos i z Malty.

Jakkolwiek odwieczny wróg Zakonu – Imperium Osmańskie, straciło już swoją moc, wciąż atakuje. W roku 1584, w odpowiedzi na uprowadzenie przez cztery tureckie galery 70 mieszkańców Gozo, Wielki Mistrz zarządza budowę fortu na Comino. Aby zebrać fundusze, za zgodą mieszkańców Gozo, opodatkowuje artykuły żywnościowe na tej wyspie.

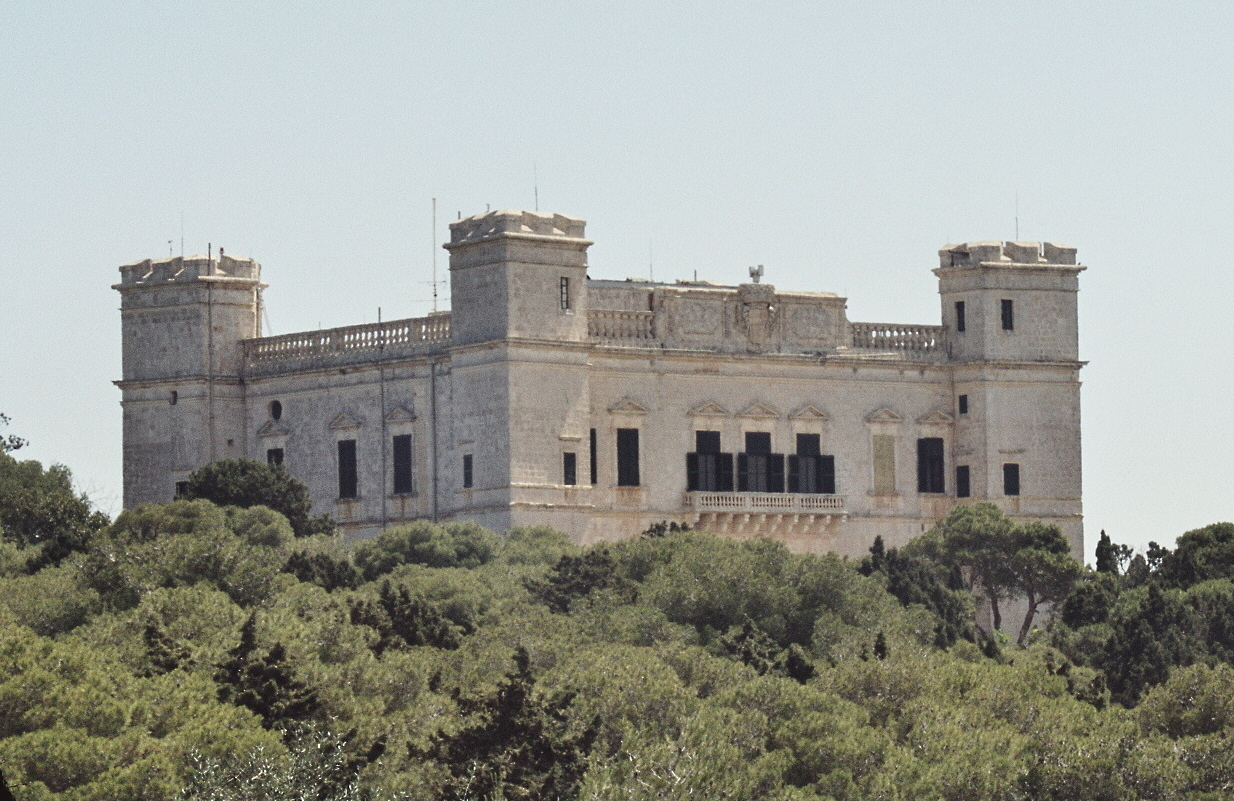
Verdala Palace

Plany ulepszenia fortyfikacji niestety nie pomogły w polepszeniu trudnych warunków socjalnych na wyspie. W roku 1591 wzrost populacji i niedobór żywności doprowadziły do głodu, a rok po tym wyspa została spustoszona przez zarazę. Verdalle kontynuował arogancję swych poprzedników, odmawiając społeczeństwu maltańskiemu jego praw i przywilejów. Jego despotyzm był jednak oświecony; ustanowił on przepisy dla bezpieczeństwa publicznego, chronił rolnictwo, i pokazał swoje zainteresowanie edukacją, lokując w roku 1592 w Valletcie Collegium Melitense, prowadzone przez, sprowadzonych tego samego roku na Maltę, Jezuitów. Jest głównie pamiętany za przyczyną przebudowy domku myśliwskiego w Boschetto we wspaniały pałac, nazwany jego imieniem – Verdala Palace.

## Kardynał
Niemal od początku rządów Verdalle'a trwa wśród wysoko postawionych członków Zakonu cichy bunt przeciwko Wielkiemu Mistrzowi. Przez cały rok 1585 debatowano nad prawem Wielkiego Mistrza do mianowania general of the gallies (dowódcy floty), oraz rycerza mającego szczególne dowództwo galery admiralskiej. W roku 1587 de Verdalle udaje się do papieża Sykstusa V. Ten, "aby uciszyć malkontentów", mianuje go 18 grudnia 1587 roku kardynałem diakonem Santa Maria in Portico (Octaviae). Otrzymuje też tytuł Prefekta Galer Papieskich.

## Ostatnie lata i śmierć
W ostatnim roku rządów Verdalle'a, znacznie wzrosła niezgoda i rywalizacja w Zakonie. Pomimo swego statusu kardynalskiego, został oskarżony przed papieżem Klemensem VIII, który nie był dla niego bardzo przyjazny, o nadużycia, niesprawiedliwość i nepotyzm.

Osłabiony chorobami i umartwieniami, którym się poddawał, umiera 4 maja 1595 roku w Valletcie, w wieku lat 64. Pochowany zostaje w krypcie katedry św. Jana w Valletcie.